# حارة وادي الأحلى (صنعاء)

تعديل مصدري - تعديل

حارة وادي الأحلى هي إحدى حارات حي معين بمديرية معين إحد مديريات العاصمة اليمنية صنعاء، بلغ تعداد سكانها 4651 نسمة حسب تعداد اليمن لعام 2004.